# Битва при Хундхайме
Би́тва при Хундха́йме (нем. Gefecht bei Hundheim) — сражение, произошедшее 23 июля 1866 годa, во время австро-прусско-итальянской войны, между прусским альянсом и немецкой федеральной армией.

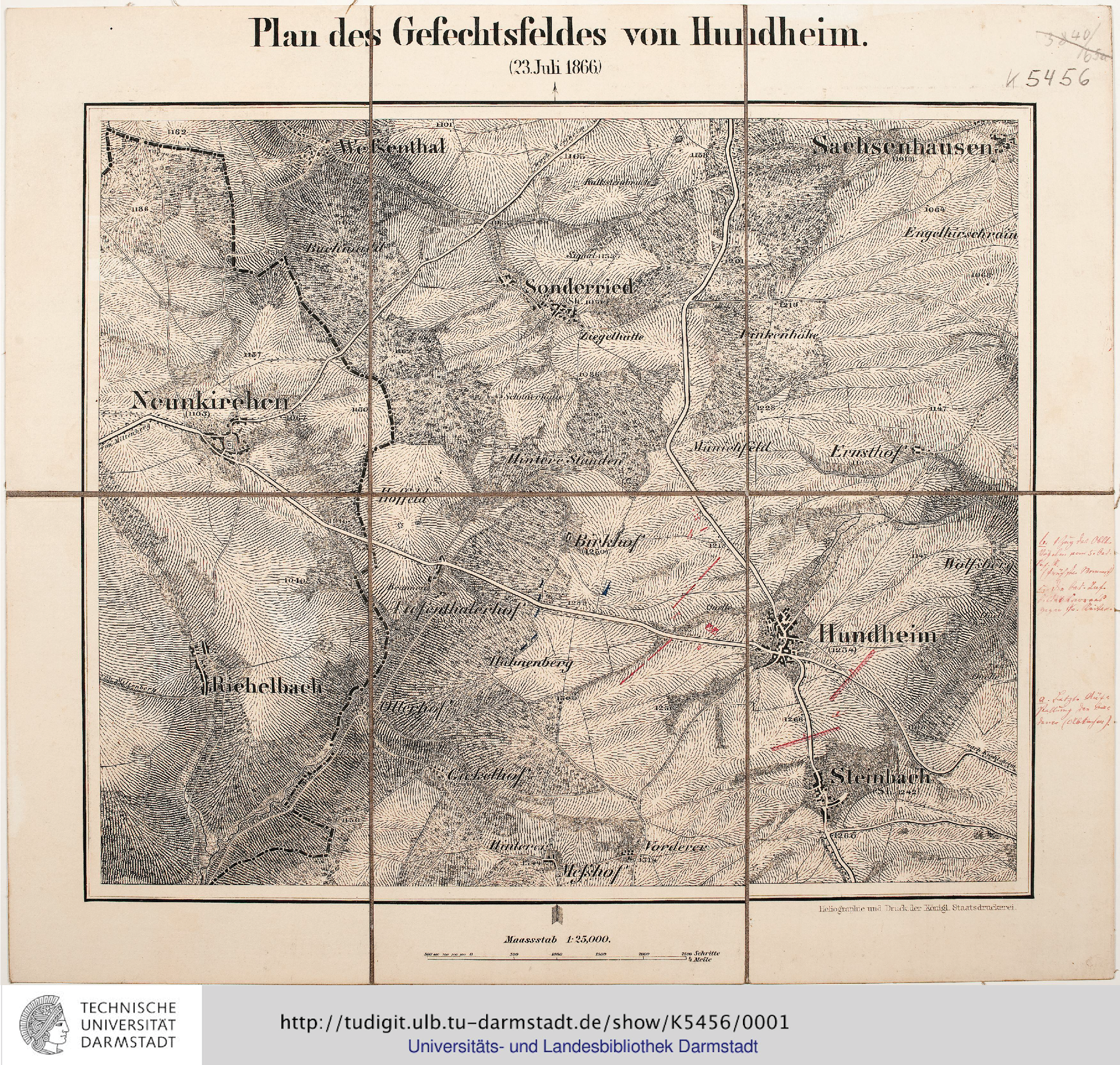
План поля битвы при Хундхайме. 23 июля 1866 года

## Предпосылки
После вторжения во Франкфурт, главнокомандующий прусской армии Фогель фон Фалькенштейн был отстранён от должности. Его сменил Эдвин фон Мантейфель. Число войнов в армии достигло 60 тыс. человек. 23 июля, после пересечения Оденского леса, на Таубере произошли сражения с баденскими, вюртембергскими и гессенскими дивизиями восьмого корпуса Федеральной армии (под командованием Александра Гессен-Дармштадтского).

## Участники
В битве при Хундхайме, пехотный полк Саксен-Кобург-Гота столкнулся с объединённой прусской дивизией Эдуарда фон Флиса под командованием полковника Германа фон Фабека и баденской дивизией под командованием Вильгельма Баденского. Пехотный полк Саксен-Кобург-Гота имел два пехотных батальона. Помощь бригаде оказали эскадрон магдебургского драгунского полка № 6 и два эскадрона; таким образом, было задействовано около 1300 человек. Из Баденской дивизии прибыла первая пехотная бригада в составе пяти батальонов, а также две артиллерийские дивизии — около 4500 человек.

## Ход сражения
Получив известие о продвижении прусской армии через Мильтенберг, Карл фон Ла-Рош отправил две роты и два эскадрона в лес у замка Тифенталер (на дороге в Нойнкирхен) и половину роты в Зондерриет. После 16 часов сам Карл фон Ла-Рош с 5-м пехотным полком и 2-м батальоном гренадерского полка, а также артиллерийским дивизионом двинулся на Нассиг для разведки. На высоте Зондеррид, Карл фон Ла-Рош заметил на Нойнкирхен наступающую прусскую армию. и повернул обратно к Хундхайму. Прусская дивизия Эдуарда фон Флиса оставила свои главные силы под Зондерридом, а остальная армия отправилась в Нассиг. Полковник Макс фон Фабек должен занять два батальона пехотного полка Саксен-Кобург-Гота, две пушки и один эскадрон у магдебургского полка № 6 и занять Хундхайм.
В лесу к востоку от замка Тифенталер произошла первая перестрелка между магдебургской кавалерией и баденской пехотой. Кобургская пехота теперь поворачивала к Биркхофу. В расположенном там лесном массиве завязалась оживленная перестрелка. Используя свои орудия, кобуржцы смогли оттеснить 2-й батальон 5-го Баденского полка в направлении Эрнстхофа. Магдебургская конница теперь собиралась уступить место баденской пехоте. Однако в то же время 1-й батальон 5-го полка находился в строю.  Полки на поле боя и из Хундхайма вышли другие подразделения 1-й бригады. Фабек отвел конницу и артиллерию на исходные позиции, а также собрал свою пехоту у Тифенталера, где он ограничился обороной своей позиции. Баденцы некоторое время обстреливали эти позиции своей артиллерией, но так и не начали контратаки.

## Последствия
Принц Александр не послал баденской дивизии требуемого подкрепления, так как со стороны Вальдюрна он ожидал больше прусских единиц. Баденская дивизия получила приказ вернуться в Кюльсхайм этой ночью и на следующий день отправилась в Вербах. Весь восьмой армейские корпус отступил за линию Таубера.

## Память
В Хундхайме и Зондерриде имеется несколько небольших памятников в честь погибших солдат.